# Teatro (architettura)

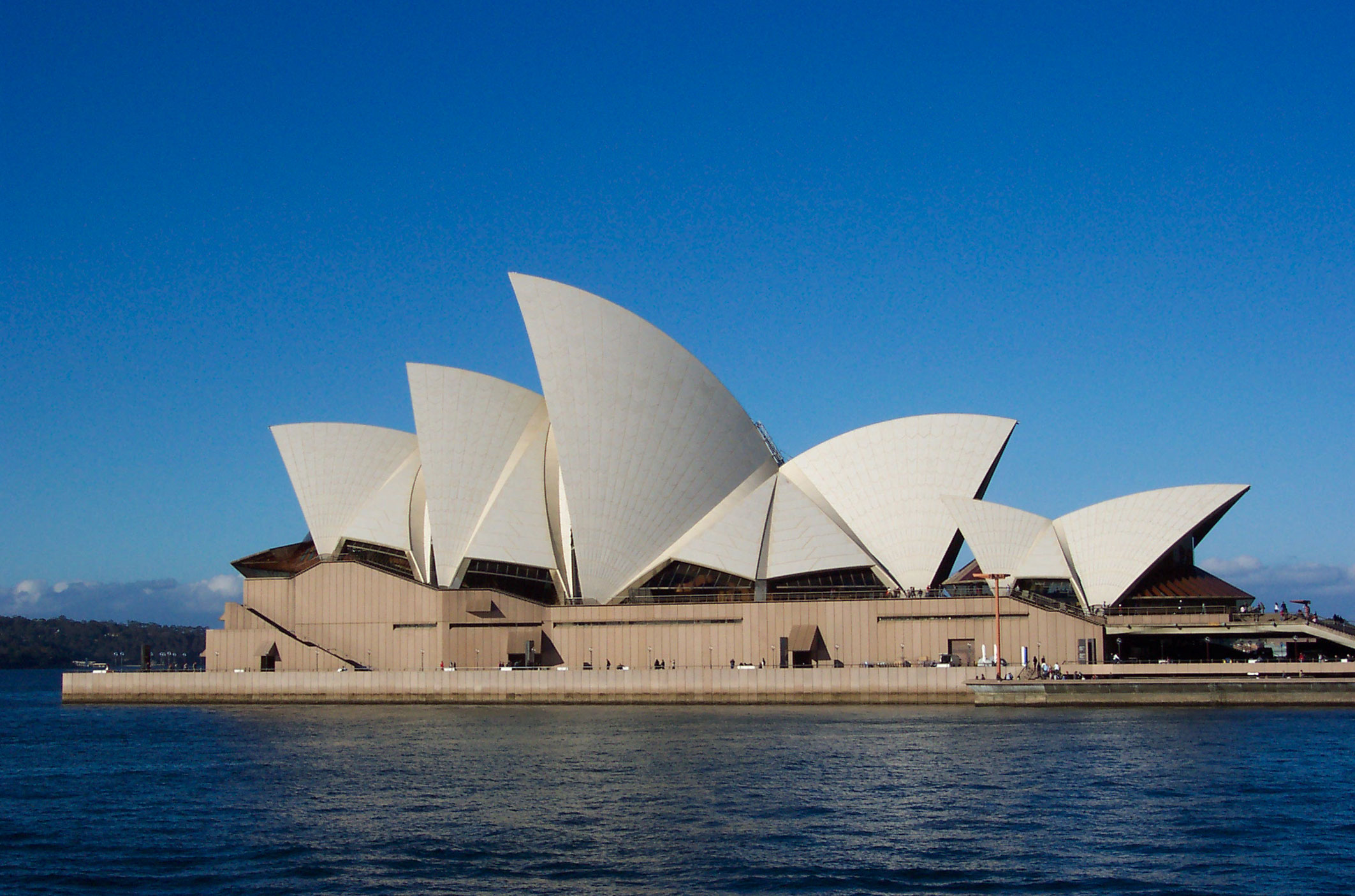
Il teatro dell'opera di Sydney di Jørn Utzon, una celebre architettura contemporanea

Un teatro è un luogo, spesso un edificio, il cui uso specifico è ospitare rappresentazioni teatrali o altri generi di spettacolo, come concerti ed eventi musicali, letture di poesie, spettacoli di danza, allestimenti di opere liriche (teatro d'opera).
Quello dell'edificazione di un teatro è considerato uno dei maggiori esiti dell'architettura, tanto nell'antica quanto nella moderna e nell'attuale civiltà.

## Storia

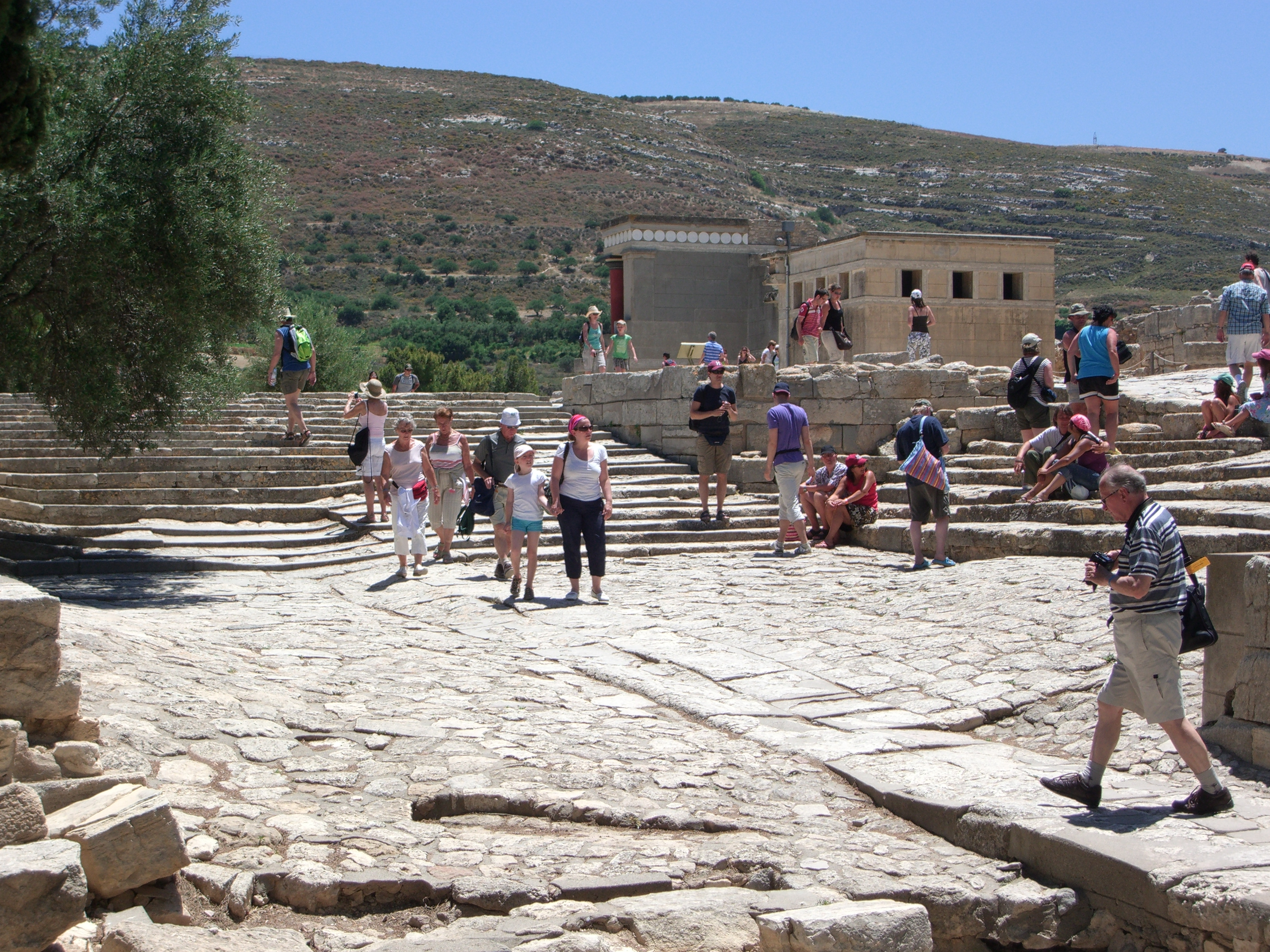
Il teatro di Cnosso, dell'Età del Bronzo

### Le origini
L'inizio dell'architettura teatrale non coincide con le prime manifestazioni teatrali di cui si abbia conoscenza. Già alcuni testi sacri dell'antico Egitto, ad esempio quello che racconta della morte e della risurrezione del dio Osiride, sono scritti in forma dialogica e probabilmente pensati per la rappresentazione. Questa eventuale rappresentazione sarebbe tuttavia avvenuta nell'ambito dell'edificio religioso, e non in un luogo progettato appositamente per la messinscena. Lo stesso si può dire delle parate militari o dei discorsi di uomini illustri: pur essendo situazioni la cui grande spettacolarità suscitava un entusiastico interesse nella collettività, non avevano un proprio luogo specifico e si svolgevano negli spazi pubblici come le piazze e le vie delle città.
Prima della civiltà greca sono pochi gli edifici teatrali progettati in quanto tali: potrebbero rientrare in questa categoria alcuni spazi dei palazzi della civiltà minoica, come il cortile delle feste del palazzo di Festo a Creta. Si trattava di uno spiazzo circondato per tre lati da gradinate che potevano ospitare fino a cinquecento persone venute ad assistere alle danze, alle cerimonie o alle tauromachie che vi si svolgevano.

### Il teatro nella Grecia antica

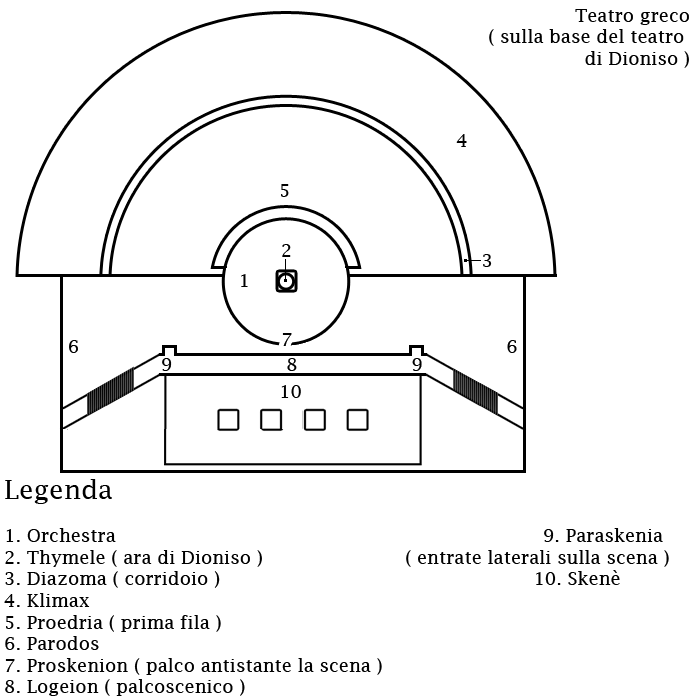
Rappresentazione schematica di un teatro greco (V secolo - IV secolo a.C.)

Il teatro nella Grecia antica si evolve da semplice spiazzo per il pubblico, per poi diventare uno spazio delimitato (circolare o a trapezio) con panche di legno, evolvendosi infine in un'opera architettonica vera e propria (V secolo - IV secolo a.C.).
Il teatro greco rimane sempre una costruzione a cielo aperto. Già nei più antichi teatri si ritrovano le tre parti essenziali:
- la cavea (koilon), a pianta di settore circolare o ellittico (spesso eccedente la metà) nella quale sono disposte le gradinate, suddivise in settori, con i sedili di legno; in genere la cavea è addossata ad una collina per sfruttarne il pendio naturale;
- la scena (skené), costruzione a pianta allungata, disposta perpendicolarmente all'asse della cavea, inizialmente semplice e in legno, era situata ad un livello più alto dell'orchestra con la quale comunicava mediante scale; la sua funzione originaria era soltanto pratica, cioè forniva agli attori un luogo appartato per prepararsi senza essere visti (in greco σχηνέ, skené, significa anche "tenda"), ma ben presto ci si rese conto che offriva molte possibilità se utilizzata come sfondo scenico. Divenne quindi sempre più complessa e abbellita da colonne, nicchie e frontoni. Dal 425 a.C. fu costruita in pietra e con maggiori ornamenti;
- l'orchestra (orkhestra, viene dal verbo ὀρκέομαι, orkeomai, che significa ballare, infatti indicava il luogo del teatro antico dove si danzava), circolare, collocata tra il piano inferiore della cavea e la scena, è lo spazio centrale del teatro greco, quello riservato al coro. Al centro di essa era situato l'altare di Dioniso (thymele).

Più complessa appare la genesi e la distribuzione degli spazi nell'architettura teatrale greca.
Fabrizio Cruciani (1992) ha chiarito come lo spazio deputato alle danze e al canto del coro, l'orchestra (da orcheomai, danzare) determina i due spazi cardine del teatro: lo spazio degli spettatori (théatron, da théaomai, spettare, osservare) e lo spazio degli attori, la scena (skené, tenda). Per meglio dire, se la prima forma è il théatron, sola gradinata formata da panche di legno posta davanti al piano dell'orchestra e utilizzata per assistere anche a spettacoli non drammatici, la seconda è da intendere come uno schermo o fondale di tela o pelle dipinta (piuttosto che come una baracchetta o una tenda campestre) posta alle spalle dell'attore o, meglio, hipockrités (ossia colui che finge, colui che risponde, che instaura un dialogo con il coro) con la funzione di costituire soprattutto un riparo necessario a cambiare maschera e costume e permettere all'attore (ve ne era solo uno all'epoca di Tespi, nel VI secolo a.C.) di interpretare un altro personaggio.

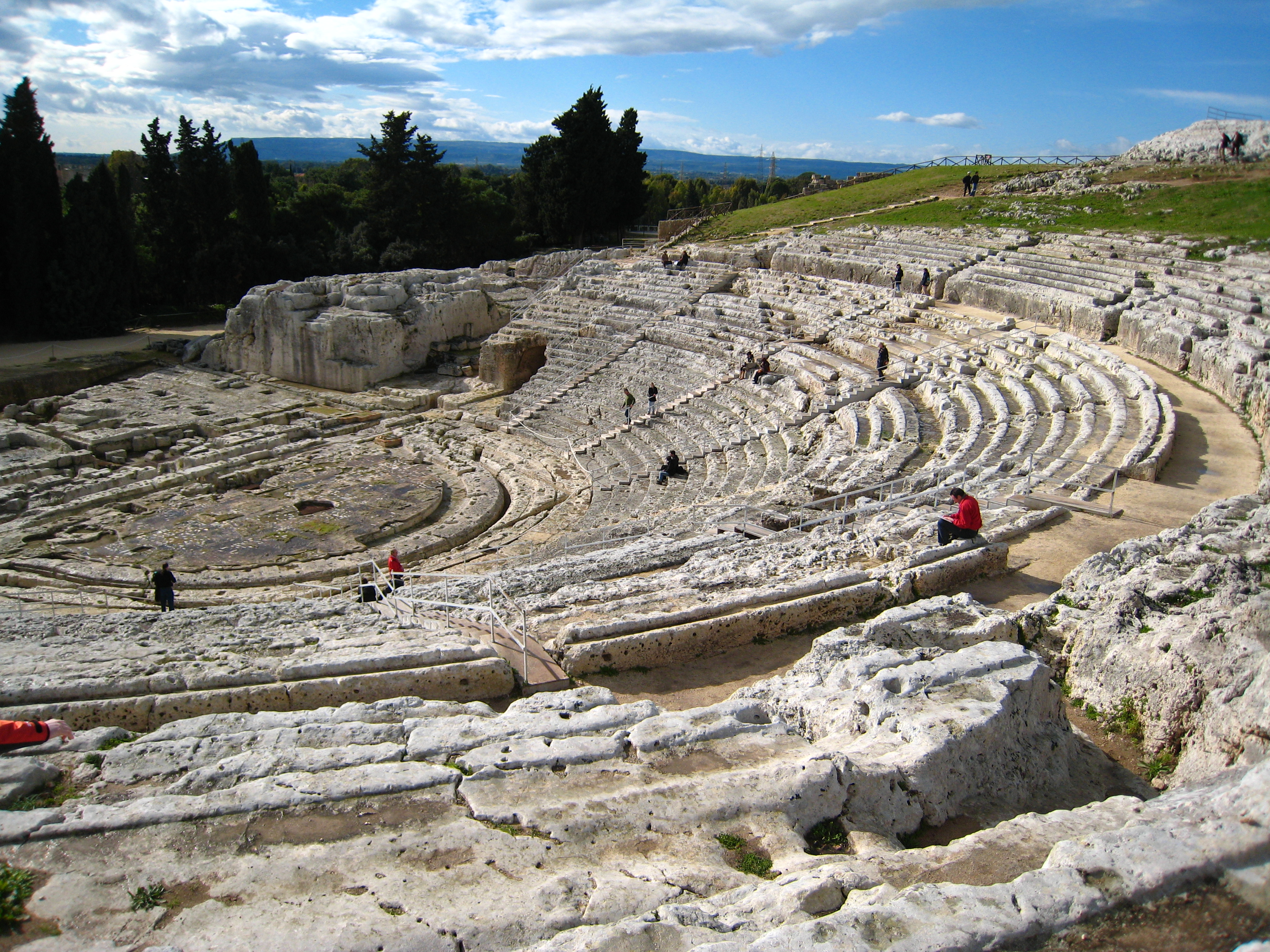
Il Teatro greco di Siracusa.

In seguito, già nel V secolo e in via definitiva nel IV secolo, l'orchestra lascia spazio alla scena che diviene centro generatore di spazi aggregati autonomamente che si qualificano come veri e propri ambienti. Sicuramente nella prima metà del V secolo la scena, in legno, è infatti un ambiente quadrangolare lungo quanto lo è l'auditorio e piuttosto stretto, praticabile dagli attori che vi accedono da aperture poste sul fronte della scena stessa (tyromata). La funzione non è più solo quella di servire da spogliatoio per cambiarsi in corso di spettacolo, ma anche quella di offrire uno schermo fonoriflettente e uno spazio chiuso o cassa armonica, necessario a diffondere parole e suoni; inoltre la fronte scenica (che diverrà poi scaene frons e verrà mantenuta fino al teatro del '500) serve anche come sfondo scenico del dramma (genericamente, la facciata di un palazzo reale, forse con una sola grande porta centrale; mentre le altre aperture laterali potevano essere chiuse da pannelli decorativi dipinti o pìnakes).
L'orchestra è, in origine, uno spazio di terra battuta rettangolare, già presente nell'agorà di Atene dal VII secolo, in cui venivano cantati cori bacchici, effettuate danze dionisiache, recitati metri ditirambici nel corso delle feste in onore di Dioniso, dette dionisie cittadine o grandi dionisie. Di fronte a questo spazio era posto il théatron, costituito da una compatta ed alta gradinata formata da panche di legno (ikrìa), sul tipo di quella che vediamo raffigurata nel vaso a figure rosse di Sophilos del museo archeologico nazionale di Atene. Questo spazio teatrale originario era rettangolare o poligonale, con le gradinate ad L, doppia L, o a trapezio, davanti ad un'orchestra della stessa forma, come farebbero pensare alcune forme teatrali arcaiche in pietra, come il teatro di Torikos, che è della fine del V secolo. Sulle gradinate sedeva un pubblico piuttosto agitato che partecipava agli agoni drammatici in modo piuttosto indisciplinato alzandosi in piedi per applaudire, gridare, protestare o battendo rumorosamente i calcagni contro le tavole per esprimere il proprio disappunto nei confronti di un attore.
Non può dunque meravigliare che queste costruzioni, già di per sé non particolarmente sicure, potessero crollare come informa la Suda, anche se è un po' inverosimile che per tale motivo le autorità ateniesi decidessero di costruire, nella VII Olimpiade (500-497 a.C.), un teatro, sempre di legno, sul crinale della collina dell'acropoli, scavando la roccia e sistemando così la gradinata in uno spazio racchiudente che la rendesse più compatta (il koilon), che in seguito avrebbe poi ospitato la gradinata in pietra. In realtà possiamo immaginare più spazi teatrali, forse di forma rettangolare o poligonale, ma diversi, situati presso recinti sacri, quali il Leneo o quello di Dioniso Eleuterio e presso la stessa agorà di Atene. Questi spazi dovettero ospitare le opere dei grandi tragici e del commediografo Aristofane nel corso del V secolo.
Forse durante la reggenza di Pericle, che nel 473-472 a.C. si occupò di far allestire i Persiani di Eschilo e che fece costruire un odeon (Odeo di Pericle) e ristrutturare in forma teatrale i luoghi di riunione come il bouleuterion, si iniziò a pensare alla realizzazione di un teatro di Dioniso permanente in pietra; sogno che poté avverarsi solo con Licurgo fra il 336 e 323 a.C.. Il teatro era ormai un organismo architettonico completo che si definiva attraverso una gradinata scavata nella roccia (koilon) formata da file di gradini di pietra alti 35 cm e larghi 78; il primo gradino in basso segnava la circonferenza dell'orchestra (pòdion) e conteneva seggi di riguardo (trònoi) con schienali e bracciali (nel teatro di Dioniso ve ne erano 77, riservati alle autorità pubbliche e religiose, i pochi rimasti sono di età romana). L'insieme della gradinata raccoglieva il resto degli spettatori, poco meno di 17 000 nel grande teatro di Dyoniso, ed era attraversata da un gradino più largo degli altri detto diàzoma, il quale aveva la funzione di dividere il koilon in due sezioni, una nella parte superiore, una in quella inferiore. Per favorire ingresso, uscita e sistemazione ai posti, erano state ricavate delle scalette (klimakes) che dividevano il koilon in più spicchi o settori verticali detti kerkidès. Quanto all'orchestra essa era di forma circolare (così è rimasta nel teatro di Epidauro), il diametro era piuttosto ampio (24 m nel teatro di Dioniso), il pavimento era inizialmente di terra battuta; in seguito, in età ellenistico-romana venne pavimentato in marmo, e al centro era posto l'altare del dio.

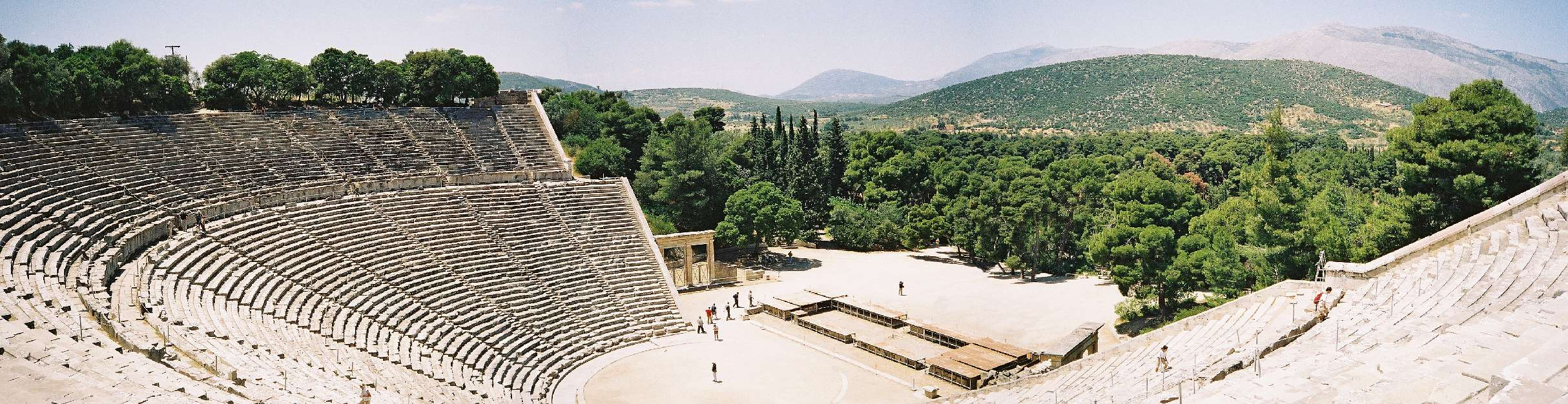
Il teatro di Epidauro in Grecia

Fra koilon e skené vi erano degli spazi a corridoio larghi circa 5 metri (pàrodoi), attraverso i quali faceva ingresso il pubblico per recarsi ai sedili dell'auditorio, ma anche il coro per sistemarsi nell'orchestra. Nel III secolo i due ingressi furono chiusi da due porte monumentali (pylones); una è rimasta ad Epidauro che, sembra, aveva inaugurato l'uso dovuto a motivi puramente sacrali: servivano, infatti ad impedire agli animali di entrare nello spazio sacro del teatro. Per quanto riguarda l'ambiente scenico, è possibile pensare che esso si componesse, anche durante il periodo in pietra dei teatri, di non pochi elementi lignei, anche se questi dovevano avere solo valore decorativo (pìnakes), formati da pannelli di varia grandezza dipinti, come dimostrano le iscrizioni del teatro di Oropos, collocati nei tyromatao negli intercolumni del porticato del proscenio. Gli attori recitavano su una piattaforma di legno inquadrata da due avancorpi laterali o parasceni (paraskenia), che potevano essere del tipo più semplice o massiccio (come nel teatro di Dyoniso ad Atene o ad Iatas in Sicilia, dove ne restano importanti resti in pietra) o del tipo colonnato, testimoniato su un frammento di vaso del 360 a.C.-390 a.C., detto del Gruppo di Konnakis, con una rappresentazione tragica (forse Ifigenia in Tauride) a figure rosse.
L'attore si muoveva su una piattaforma (logeion) larga poco più di 3 metri. Essi, inoltre, apparivano anche in alto, sul tetto della scena, per recitare la parte di un dio, in questo caso si parla di theologeion e nel piano dell'orchestra, attraverso un corridoio sotterraneo o scala di Caronte (come nel teatro di Priene o di Siracusa), per apparizione dell'oltretomba.

Tra i teatri greci di cui rimangono notevoli testimonianze vi sono il teatro di Dioniso ad Atene, di Segesta, di Siracusa, di Delfi, di Epidauro, di Tindari.

### Il teatro nella Roma antica

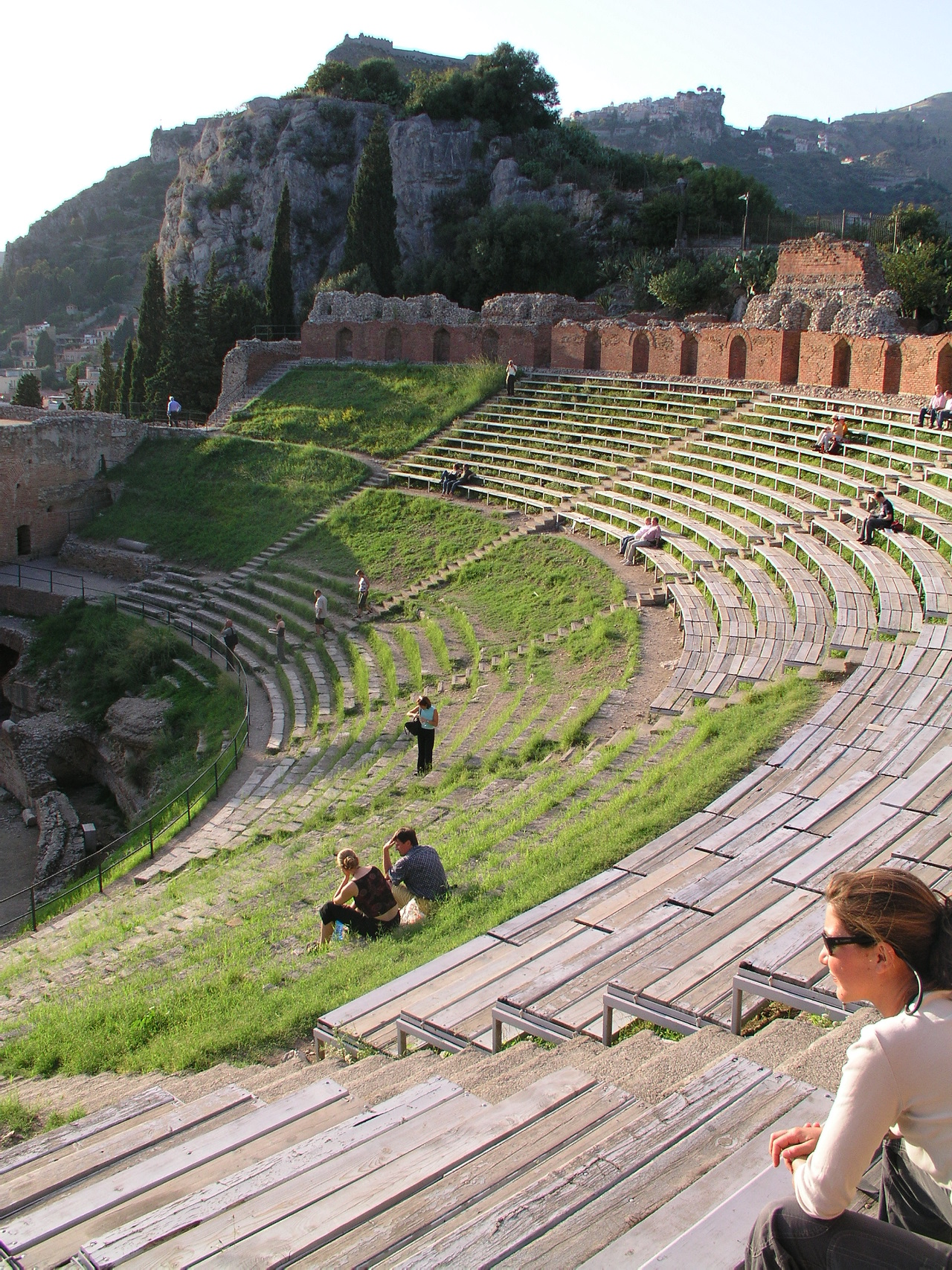
Il Teatro antico di Taormina

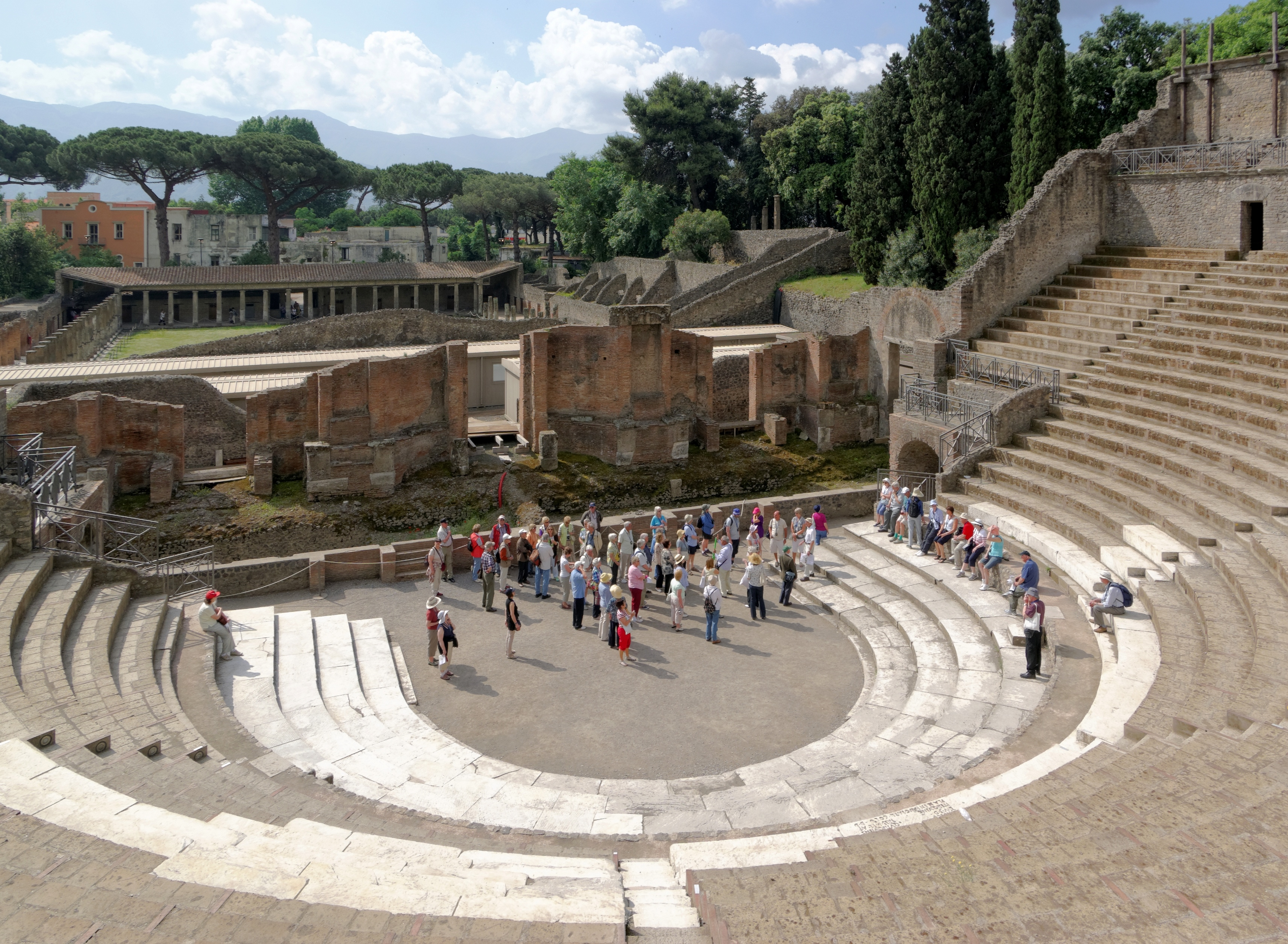
Il teatro grande di Pompei

Gli antichi Romani utilizzavano il modello del teatro greco, apportandovi alcune modifiche essenziali. Il primo e più antico teatro romano in muratura è quello costruito in età tardo repubblicana a Bononia (attuale Bologna) verso l'88 a.C., con un emiciclo di circa 75 metri di diametro e gradinate in laterizio. La novità architettonica di questo teatro era nell'avere una struttura totalmente autonoma e autoportante, fondata su una fitta rete di murature radiali e concentriche. Fu successivamente ampliato e abbellito con marmi pregiati in età imperiale da Nerone verso la metà del I sec. d.C..
A Roma il primo teatro ad essere costruito interamente in muratura è quello di Pompeo, del 55 a.C. Le gradinate semicircolari della cavea poggiano ora su archi e volte in muratura, e sono collegate alla scena con loggiati laterali. Questo permette all'edificio del teatro una collocazione autonoma e più flessibile e di dotarsi di una facciata esterna ornata e monumentale. La facciata della scena viene innalzata a numerosi piani e decorata, fino a diventare frons scenae, proscenio. L'uso della scena diventa più complesso per l'uso di macchinari teatrali. Compare il sipario, che durante la rappresentazione si abbassa in un apposito incavo, mentre il velario, di derivazione navale, viene utilizzato per riparare gli spettatori dal sole.
Tra i teatri romani di cui sopravvivono resti notevoli vanno ricordati quello di Pompei (di forme ancora molto vicine a quelle greche), quello di Marcello a Roma, i teatri di Catania, di Lecce, di Ostia, di Napoli, di Ercolano, di Pozzuoli, di Teramo, di Fiesole, di Spoleto, di Trieste, di Verona, di Helvia Recina a Macerata di Carsulae, di Arles, di Vienne e di Orange in Francia, di Merida e Sagunto in Spagna, di Sabratha e Leptis Magna in Libia, di Bosra in Siria, di Efeso e di Hierapolis in Asia Minore, di Volterra.

### I luoghi teatrali nel Medioevo
A partire dal V secolo la disapprovazione cristiana per gli spettacoli pagani (talvolta licenziosi) produce leggi contro ogni forma di spettacolo e provoca la sistematica dismissione degli spazi teatrali, con trasformazioni architettoniche e cambiamenti di destinazione spesso irreversibili.
Il Medioevo è dunque caratterizzato dalla mancanza di edifici teatrali appositamente costruiti, ma non dalla cessazione di ogni attività spettacolare. Nonostante l'opposizione della Chiesa, infatti, sopravvive la tradizione di giullari, giocolieri e menestrelli. Essi si esibiscono su un semplice banchetto (da qui il nome saltimbanco) che trova spazio nelle taverne, nelle piazze e nelle strade delle città. I più fortunati vengono assunti nelle corti, o permanentemente o in occasione di feste e banchetti.
Parallelamente al teatro profano, a partire dal X secolo è la Chiesa stessa a dare vita, attraverso la spettacolarizzazione dei testi biblici, ad una nuova forma di teatro. Inizialmente si tratta solo di un adattamento delle scritture, con l'ampliamento della parte dialogica ai fini di una breve rappresentazione, che ha luogo davanti all'altare della chiesa. È il caso, ad esempio, del Quem Quaeritis, dialogo drammatizzato cantato e rappresentato da tre diaconi che fingono le tre marie al sepolcro e da un quarto che finge l'angelo che le accoglie, le interroga sulla loro ricerca e rivela la resurrezione di Cristo. Questo dialogo si svolgeva dapprima presso lo spazio occidentale della chiesa carolingia, poi presso l'altare o accanto ad un simulacro di sepolcro nella chiesa romanica. Ulteriori ampliamenti portano alla realizzazione delle sacre rappresentazioni, i cui episodi vengono rappresentati in diversi luoghi all'interno delle cattedrali: ogni cappella laterale, ogni spazio tra due colonne, ogni angolo della chiesa può diventare uno dei luoghi deputati (da cui l'espressione odierna) alla messinscena.
Lo spazio scenico della rappresentazione, in Italia, è più propriamente quello del presbiterio, usando come entrate ed uscite le porte della recinzione frontale di essa e, specie a Firenze nelle chiese d'oltrarno, il "ponte" che sovrasta questa recinzione, usato per apparizioni, epifanie, ascensioni o discese di personaggi sacri. Le sacre rappresentazioni diventano sempre più vaste e sfarzose, tanto che la chiesa non riesce più ad ospitarle. Si passa così al sagrato antistante l'edificio di culto e poi alle piazze e alle strade della città, che dal XIV secolo vedono tutta la cittadinanza partecipare all'allestimento degli imponenti drammi ciclici, per i quali le varie gilde cittadine costruiscono luoghi deputati sempre più maestosi e carri allegorici. Grandi allestimenti sono le passioni nei centri mercantili del nord Europa, ad esempio a Lucerna, a Mons, a Valenciennes.

### Il teatro nell'epoca moderna
Nel XVI secolo assistiamo al passaggio da un luogo provvisoriamente adibito a sede di spettacoli (chiesa, piazza, giardino, cortile, sala) all'edificio teatrale stabile. Tra la fine del Medioevo e il primo Rinascimento si registra un aumentato interesse per il teatro, dovuto inizialmente al successo delle rappresentazioni religiose.

### La scena cinquecentesca

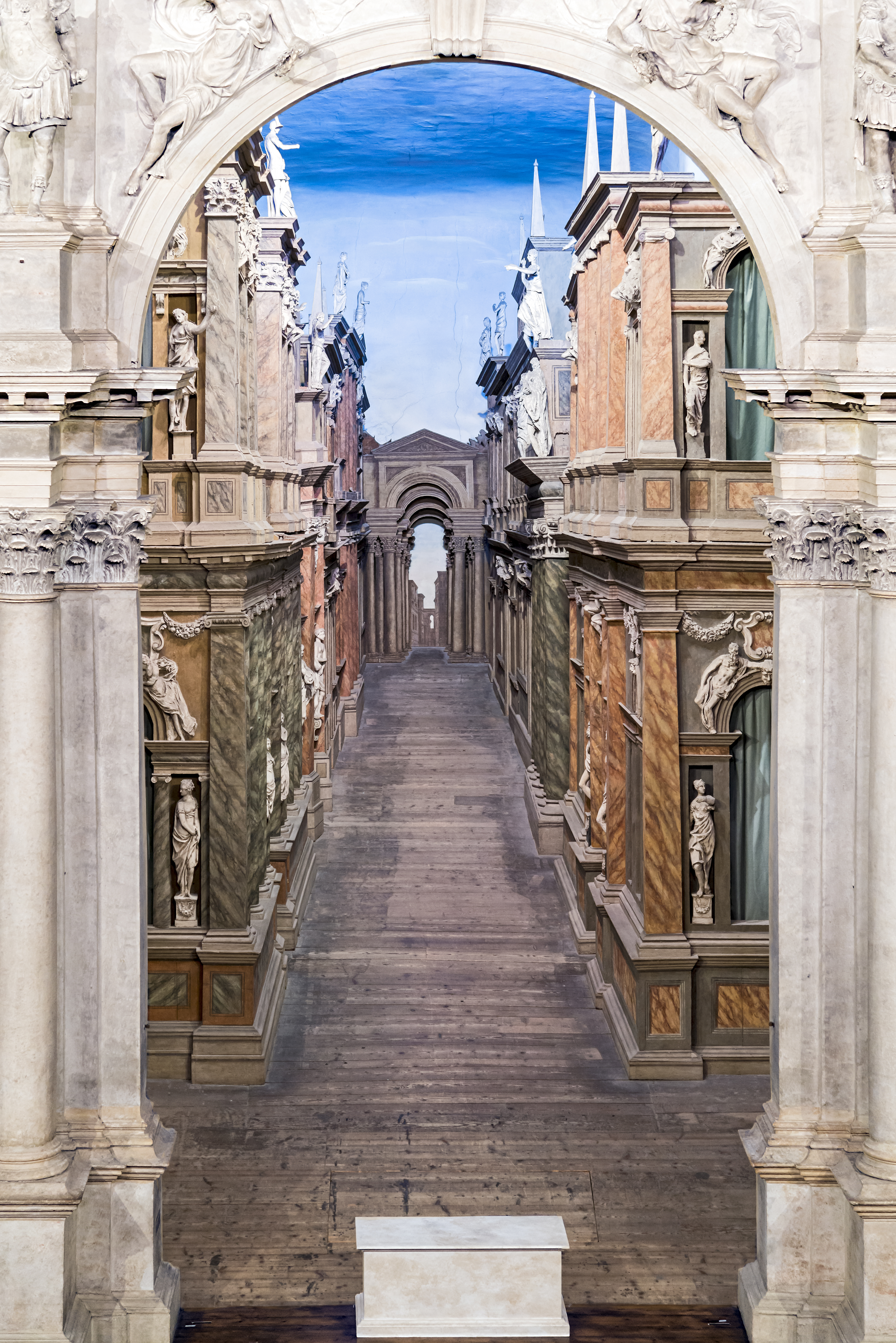
Teatro Olimpico di Vicenza: le scene lignee originali di Vincenzo Scamozzi sono visibili oltre la porta regia della parete del proscenio disegnato da Andrea Palladio

Durante il Rinascimento cinquecentesco, mancando ancora una sede apposita, le rappresentazioni teatrali, di impianto classico, erano generalmente tenute all'aperto, spesso nei cortili dei palazzi nobiliari i cui proprietari erano proprio i principali fruitori (nonché spesso attori e sceneggiatori) di questi spettacoli. Ad esempio, a Roma, palazzo Riario, dove gli attori recitavano nello spazio della loggia colonnata che, nella cultura del circolo umanistico di Pomponio Leto, voleva essere una rievocazione della scena classica.
La scena era dunque temporanea, adattata nel loggiato dei cortili, dove venivano usate prevalentemente tendaggi che venivano aperti e chiusi durante le entrate e le uscite degli attori. Dopo la diffusione dello spazio prospettico e la creazione di un ambiente unitario, su apposito palco, collocato in una sala per feste durante cerimonie dinastiche o nell'ambito del carnevale, venne a determinarsi, nel primo decennio del Cinquecento, una scena prospettica di città resa illusionisticamente dalla giustapposizione di piani figurati in una prospettiva centralizzata (quinte e fondale), il cui punto di fuga era posto ad una altezza determinata che coincideva con la visione perfetta del principe seduto al centro della sala. Gli spettatori potevano essere disposti in due modalità: o con una gradinata di fronte al palco o con tribune laterali per le donne e panche centrali per gli uomini con un palco sopraelevato per la principale autorità della festa. Questa sistemazione era naturalmente provvisoria e veniva smontata alla fine della festa, ma aveva un'importanza considerevole dal punto di vista strutturale, in quanto, sia pure in modo effimero, determinava la disposizione teatrale di un interno.
Uno dei primi teatri interamente costruito fu fatto a Roma nel 1513 per il possesso pontificio di Leone X, realizzato in legno, con gradinate interne laterali appoggiate alle pareti e palcoscenico all'antica con porte coperte da tendaggi per la rappresentazione del Poenulus di Plauto.
Era realizzato sulla piazza del Campidoglio dalla fabbrica dei Sangallo e aveva decorazioni interne ed esterne di Baldassarre Peruzzi ed altri pittori: il nome con il quale lo si ricorda è teatro sul Campidoglio.
La definizione della prassi della scena prospettica di città trova il suo fertile terreno nell'attività romana di Peruzzi e fiorentina di Aristotele da Sangallo. Peruzzi fra 1525 e 1536, in una serie di allestimenti per committenze papali o signorili determina una tipologia a piazza più via, in cui si giustappongono due piani scenici, uno nel senso della larghezza, che dispone edifici costruiti in legno praticabili dagli attori nella zona di proscenio, ed uno nel senso della lunghezza che organizza edifici figurati sulle quinte e sul fondale. Aristotele da Sangallo realizza a Firenze, fra il 1520 e il 1540, una scena che si sviluppa nel senso della larghezza e contrappone al simbolismo romano di quella peruzziana, un realismo fiorentino, attento alla realtà urbana.
Queste esperienze vengono accolte e sintetizzate da Giorgio Vasari fra 1542 e 1565, dall'esperienza veneziana della Talanta, per una committenza privata a quella fiorentina per la committenza principesca di palazzo Vecchio. La scenografia si definisce nel senso della profondità, "una strada lunga fiancheggiata da edifici", in quello del realismo antiquario e urbanistico, dell'illusionismo ottico-luministico, nell'inquadramento della veduta tramite un prospetto scenico.
Sul finire del secolo la scenografia trova, sul piano teorico, una codificazione nelle canoniche tre scene prospettiche (comica, tragica, satirica) che riprendono in senso moderno la concezione scenica di Vitruvio nel Trattato sopra le scene del II libro dell'Architettura pubblicato nel 1545 da Sebastiano Serlio; mentre sul piano della pratica costruttiva trovano la grande realizzazione monumentale permanente in legno della scena del Teatro Olimpico di Vicenza (1585) abbozzata da Andrea Palladio, autore della cavea del teatro, e realizzata da Vincenzo Scamozzi dopo la morte del maestro, unendo alla tradizione della scena monumentale romana (l'inquadramento del proscenio ad arcate) l'esperienza della scena prospettica di città, con un'accentuazione di piani lunghi sfuggenti a tre fuochi per tre distinte vie inquadrate dagli archi.
A Firenze, infine, il culmine della scena manierista e già pre-barocca lo raggiunge un allievo del Vasari, Bernardo Buontalenti che negli anni novanta progetta grandi scenografie illusionistiche per il teatro stabile degli Uffizi. La scenografia moderna è nata: dallo sperimentalismo dei primi decenni del secolo si giunge ad una scena di virtuosismo prospettico sul piano della profondità, completamente inquadrata in un prospetto con funzione di cornice e in grado di mostrare visioni sceniche multiple ad ottica variabile, all'insegna non più della staticità, ma del dinamismo scenico.

#### La Loggia Cornaro

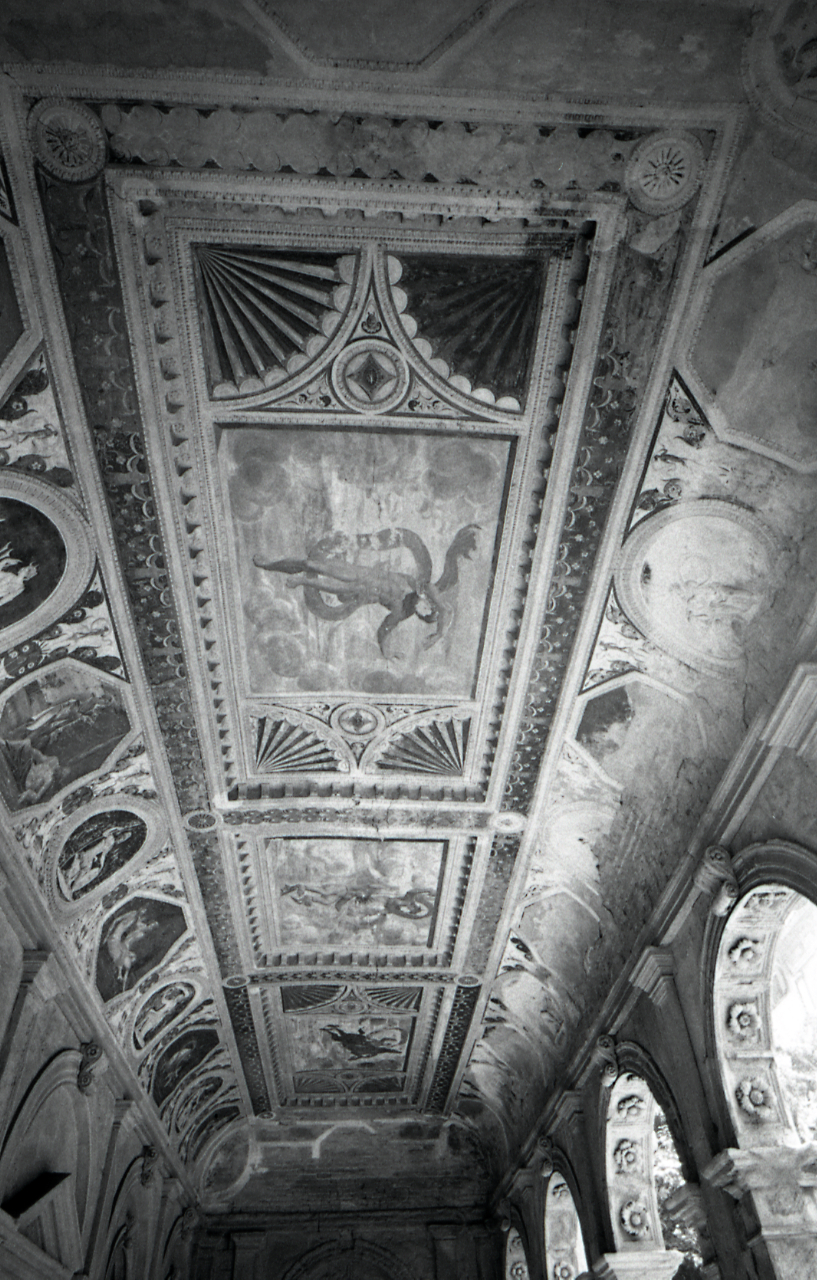
Loggia Cornaro, foto di Paolo Monti, 1967. Fondo Paolo Monti, BEIC

Tra le espressioni della cultura rinascimentale del teatro è la Loggia Cornaro a Padova, edificata per volere di Alvise Cornaro ed utilizzata per rappresentazioni teatrali (vi si svolsero le prime rappresentazioni di alcune opere del commediografo Ruzante). Realizzata probabilmente in due tempi diversi dal 1524, era annessa all'Odeo Cornaro, che il colto mecenate aveva voluto come sede di incontri letterari e musicali.
Il progetto è del pittore e architetto Giovanni Maria Falconetto, che si ispirò ad esempi classici, in particolare a Vitruvio.
La Loggia con le sue decorazioni costituisce una novità: è il primo tentativo di realizzare quel teatro all'antica vagheggiato da Cornaro e teorizzato poi da Palladio e Scamozzi.

#### Il Teatro Olimpico e il teatro di Sabbioneta

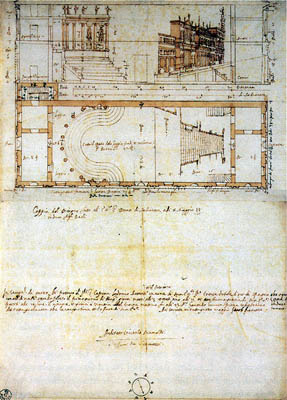
Progetto del teatro di Sabbioneta di Vincenzo Scamozzi

Il primo teatro stabile coperto dell'epoca moderna è generalmente considerato il Teatro Olimpico di Vicenza di Andrea Palladio (1508-1580), l'unico a conservare intatte le scene originali. Il celebre architetto veneto riportò in questa sua ultima opera gli esiti dei propri lunghi studi sulla struttura del teatro classico, basati sull'interpretazione filologica del trattato De architectura di Vitruvio e sull'indagine diretta dei ruderi dei teatri romani ancora visibili all'epoca, concentrandosi in particolare nella problematica operazione di ricostruire l'imponente parete del proscenio del teatro romano (di cui non erano rimaste testimonianze visibili, ma solo descrizioni in alcuni testi).
Ingegnosamente ricavato all'interno di preesistenze medievali, il Teatro Olimpico dopo la morte di Palladio fu completato nel 1585 da Vincenzo Scamozzi (1548-1616), il quale realizzò le notevoli scene lignee a prospettiva accelerata, pensate inizialmente per un'unica rappresentazione (l'Edipo re di Sofocle) ma poi rimaste in loco, le uniche dell'epoca conservatesi intatte e ancora utilizzate.
Forte di questa esperienza, Vincenzo Scamozzi realizzò pochi anni dopo, tra il 1588 e il 1590, il primo edificio teatrale dell'epoca moderna appositamente costruito per ospitare un teatro (stabile, coperto e urbanisticamente autonomo, provvisto cioè di un suo esterno): il Teatro all'Antica commissionato dal duca Vespasiano Gonzaga per la piccola "città ideale" di questi, Sabbioneta in provincia di Mantova, ancora utilizzato ancora come luogo di spettacolo, nonostante interventi di restauro novecenteschi poco rispettosi dell'architettura originaria.

### Il teatro dell'epoca elisabettiana

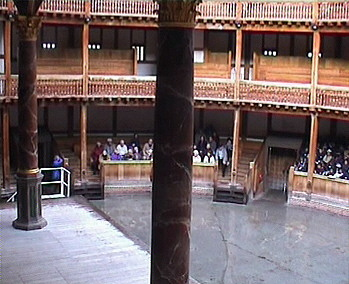
Palcoscenico del Globe Theatre di Shakespeare (ricostruzione)

Quando nel Cinquecento a Londra sorsero i primi teatri fuori dalla City, essi conservarono molto dell'antica semplicità. Ricavato in origine dai circhi dell'epoca per le lotte tra orsi o tra cani oppure dagli "inn", locande economiche di provincia, l'edificio teatrale consisteva in una semplice costruzione in legno strutturale o in pietra, spesso circolare e dotata di un'ampia corte interna chiusa tutt'intorno ma senza tetto. Tale corte diventò la platea del teatro, mentre i loggioni derivano dalle balconate interne della locanda. Quando la locanda o il circo divennero teatro, poco o nulla mutò dell'antica costruzione: le rappresentazioni si svolgevano nella corte, alla luce del sole. L'attore elisabettiano recitava in mezzo, non davanti alla gente: infatti il palcoscenico si "addentrava" in una platea che lo circondava da tre lati (solo la parte posteriore era riservata agli attori, restando a ridosso dell'edificio). Come nel Medioevo, il pubblico non era semplice spettatore, ma partecipe del dramma. Un esempio di teatro dell'epoca elisabettiana è costituito dalla ricostruzione del Globe Theatre utilizzato dalla compagnia di Shakespeare.

### Il "Teatro all'italiana" tra Seicento e Ottocento

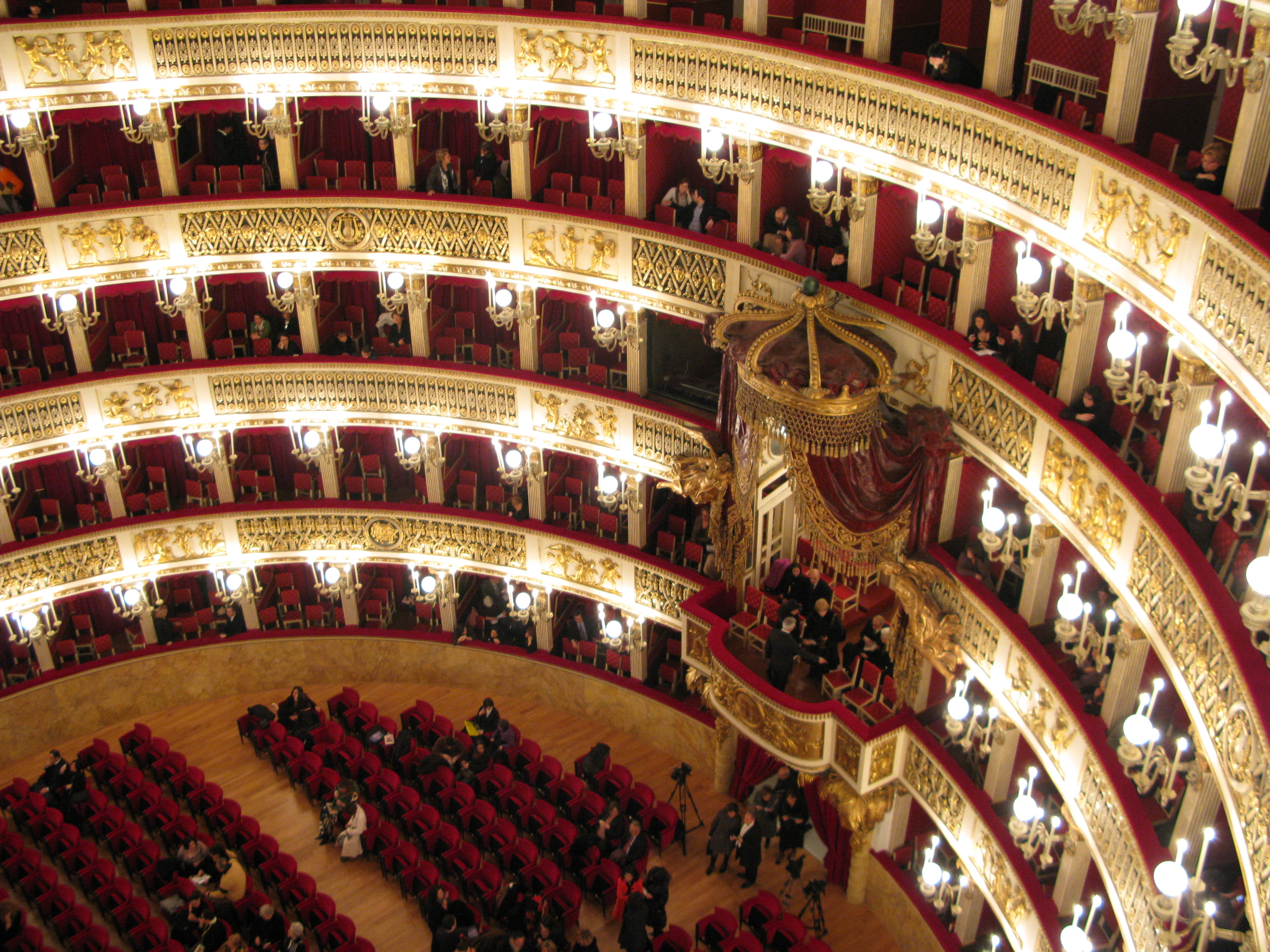
Il Teatro San Carlo di Napoli, il più antico teatro d'opera europeo, fra quelli oggi esistenti

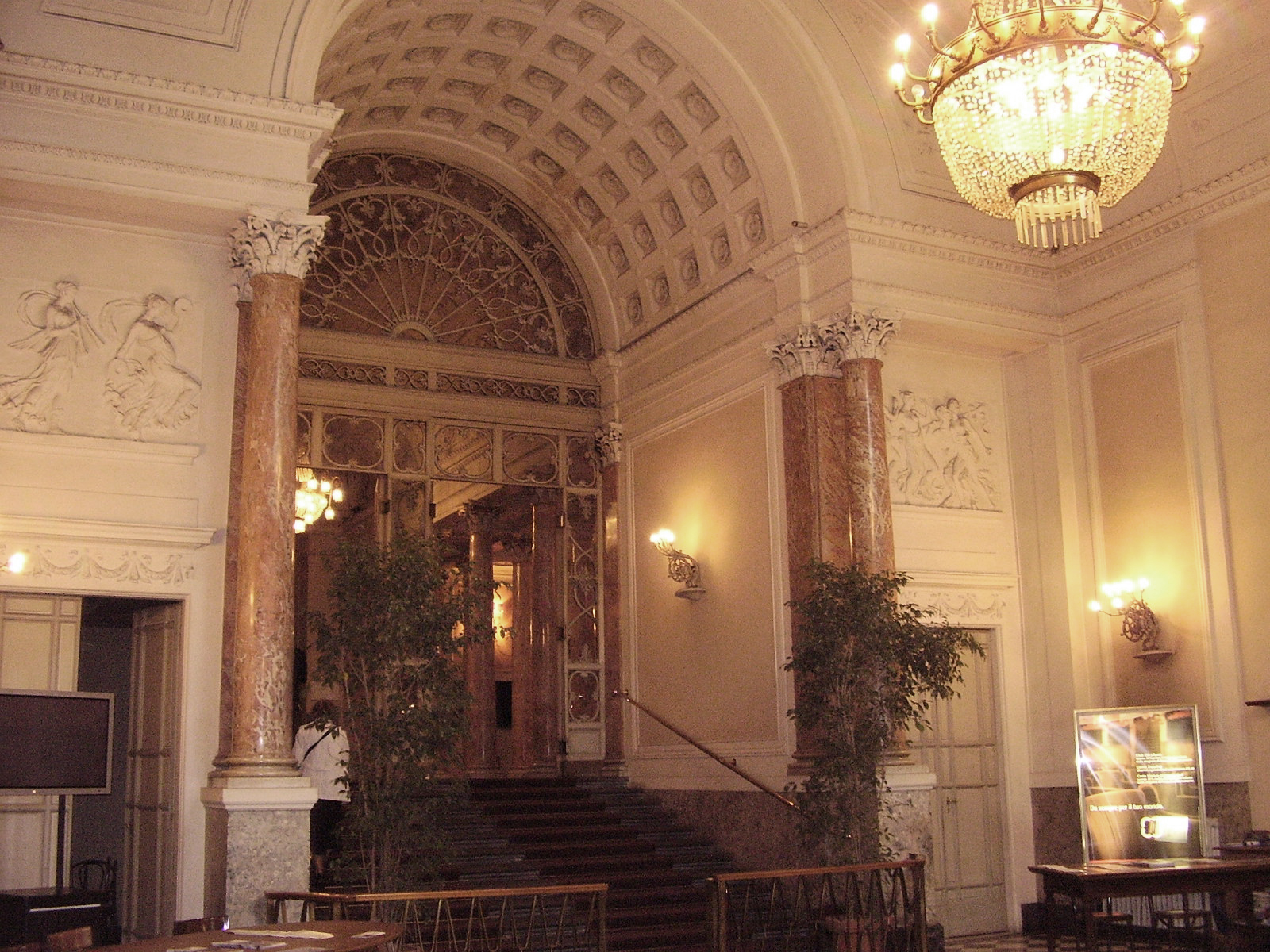
Teatro alla Pergola a Firenze

Durante il Seicento e il Settecento nascono i teatri gestiti da privati, cioè il teatro esce dai Palazzi nobiliari e dalle corti per diventare il luogo dove si può entrare mediante il pagamento di bollettini, questa novità apre la fruizione dello spettacolo ad un pubblico più vasto spesso, come nel caso della Commedia dell'Arte, ad un pubblico popolare.
I teatri pubblici sconvolgeranno anche i percorsi spettacolari delle città al tempo del barocco, in particolare Venezia dove le famiglie nobiliari si offriranno di gestire questi spazi nuovi e redditizi, in particolare le famiglie Grimani e Vendramin costituirono una rete di spazi spettacolari concentrati nell'ansa del Canal Grande che va da Piazza San Marco al Ponte di Rialto, dove si trovano poco distanti l'uno dall'altro come il Teatro Sant'Angelo, il Teatro San Giovanni Grisostomo, il San Samuele e il Teatro San Benedetto.

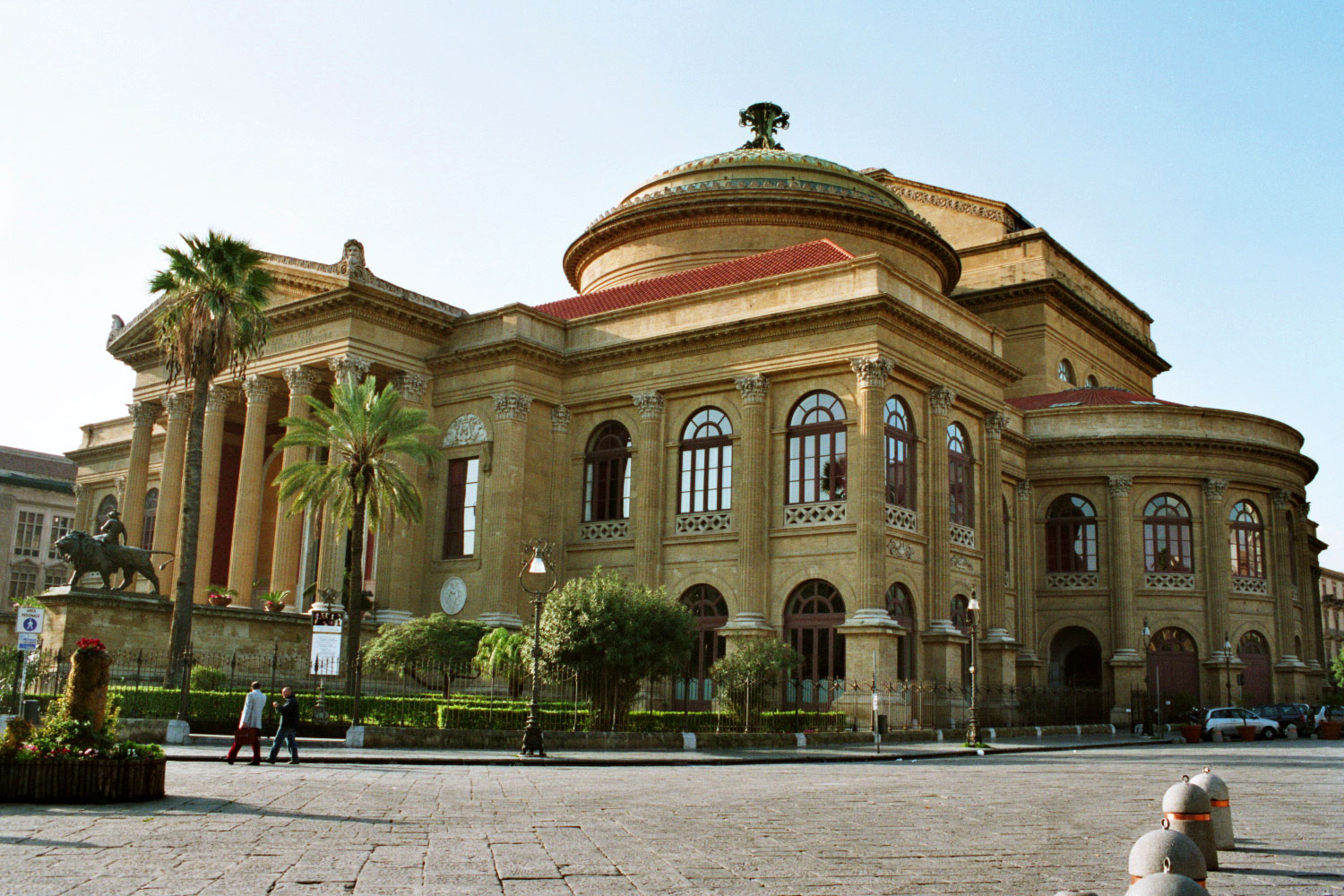
Il Teatro Massimo di Palermo.

Anche altre città sia italiane che straniere furono influenzate dalla nascita di questa nuova industria, ad esempio le Confraternite fiorentine, poi diventate nel corso del XVII secolo Accademie gestivano i nuovi spazi come il Teatro della Pergola dell'Accademia degli Immobili o il Teatro del Cocomero (oggi Teatro Niccolini) dell'Accademia degli Infuocati o quello detto di via dell'Acqua gestito dall'Accademia del Vangelista.
Parigi, nonostante la situazione ancora legata alla concentrazione degli eventi spettacolari presso la corte, con l'arrivo dei comici italiani adibì degli spazi come l'Hotel de Bourgogne e quello del Teatro della Pallacorda per queste nuova tipologia di spettatori, non più cortigiani ma anche borghesi e popolari, anche se il vero centro delle rappresentazioni amate dal popolo rimanevano i teatri della Foire.
In questo nuovo frangente il teatro continua a modificarsi rendendosi più complesso: le gradinate sono abolite, la sala prende una forma oblunga, con il pavimento a piano inclinato (platea) e le pareti verticali sulle quali si aprono più ordini di palchi, gli spazi di servizio aperti (per le varie macchine sceniche) si moltiplicano così come le scenografie si avvicinano al gusto barocco imperante con artisti come Ferdinando Galli Bibiena, il figlio Antonio o Giovan Battista Piranesi.

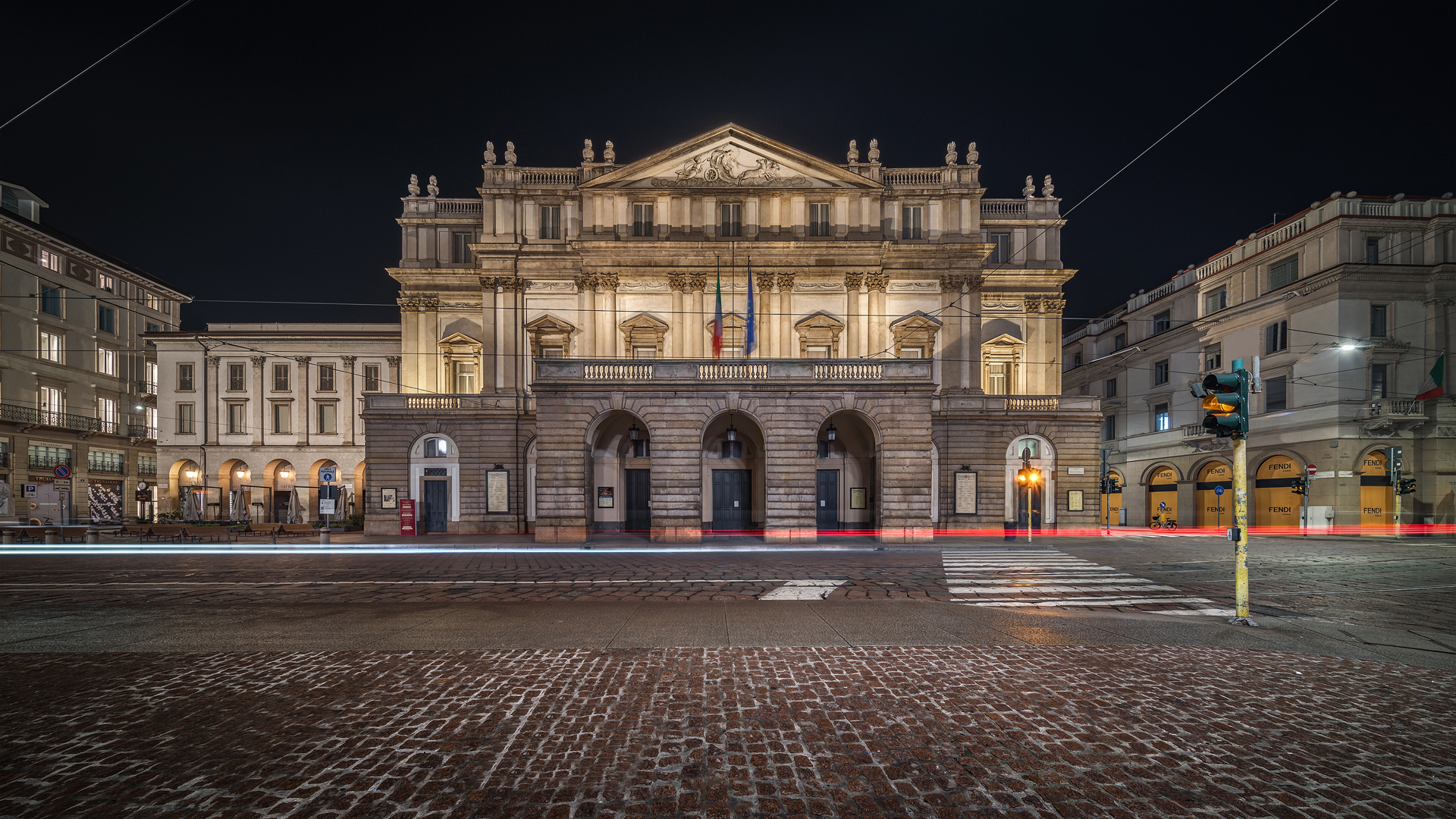
Il Teatro alla Scala di Milano.

Con il teatro Apollo e Argentina di Roma si afferma il tipo nuovo del teatro italiano, con la pianta della sala a forma di ellisse troncata perpendicolarmente all'asse maggiore. Sulle pareti si sviluppano numerosi ordini di palchi che le coprono dal suolo al soffitto piano, per sfruttare meglio lo spazio ma anche come segno di differenziazione tra le classi sociali.
Tra i più famosi esempi di teatro all'italiana figurano il San Carlo di Napoli (il primo teatro lirico in Europa, fondato nel 1737, patrimonio UNESCO), il Teatro Massimo di Palermo (il più grande d'Italia e il terzo d'Europa), il Teatro alla Scala di Milano, il Teatro Comunale di Bologna (1763; il primo teatro costruito con fondi pubblici), il Teatro della Pergola di Firenze (il primo esempio di 'Teatro all'Italiana' che introduce la struttura a palchi sovrapposti, 1656), il Teatro Regio (1740; distrutto da un incendio nel 1934) e il Carignano di Torino, il Carlo Felice di Genova (1828; parzialmente distrutto dai bombardamenti della seconda guerra mondiale e riaperto nel 1991), il La Fenice di Venezia (1792, bruciato nel 1836 e 1996 e inaugurato "com'era e dov'era" nel novembre del 2004); ve ne sono numerosissimi altri esempi in tutte le città d'Italia.
Alla fine del Settecento in Francia venne modificato lo schema italiano accorciando la sala, cambiandone l'altimetria, con l'aggiunta di gallerie in ritiro e della copertura a volta, e dando uno sviluppo considerevole agli ambienti di rappresentanza, come vestiboli, scale, saloni, ecc. Tipico esempio è l'Opéra di Parigi (1861), ricostruito in stile neobarocco nel 1875.

### Il teatro nell'architettura contemporanea

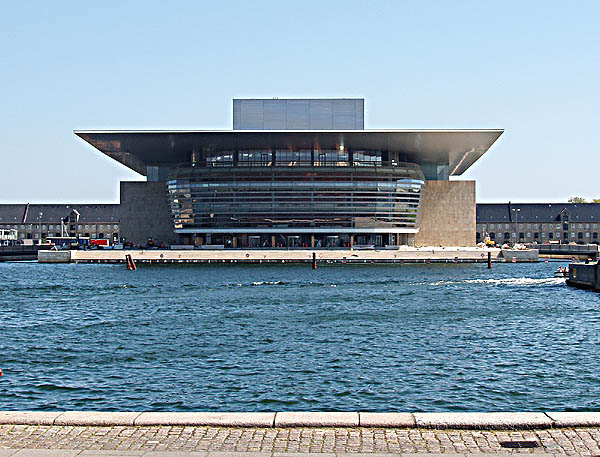
Il Teatro dell'Opera di Copenaghen

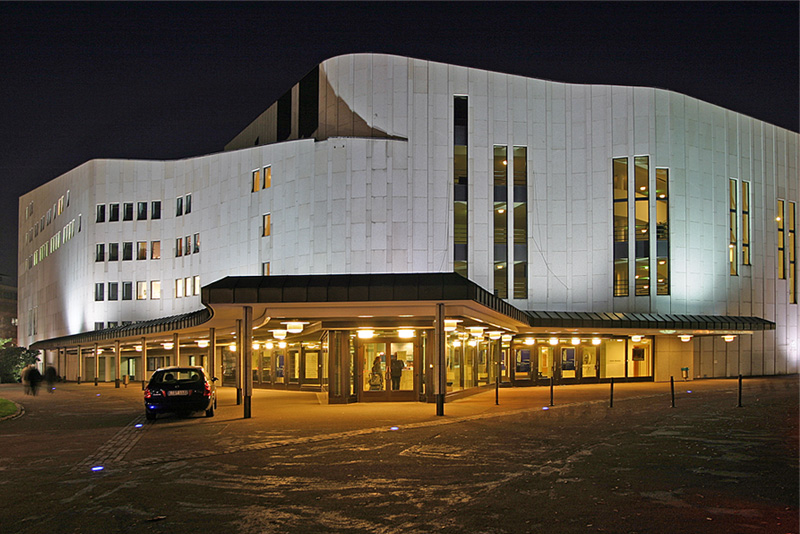
Il teatro dell'Opera progettato da Alvar Aalto a Essen

Gli architetti che nel XX secolo progettano edifici teatrali, cercano di dare una risposta alle nuove esigenze espresse dai professionisti che vi lavorano. Nasce la consapevolezza che il teatro non deve essere costruito in omaggio alle richieste del pubblico, ma in funzione della sola rappresentazione. Lo sfarzo della sala all'italiana si riduce in favore di una visione più razionale e pragmatica dello spazio teatrale.
In molti teatri del Novecento si ha un ritorno alla struttura classica ed elisabettiana con l'abolizione dell'arco scenico, che separa nettamente lo spazio dell'attore da quello dello spettatore. La medesima tendenza all'unificazione si può riscontrare nel rifiuto di suddividere il pubblico in classi sociali, come avveniva nella sala all'italiana attraverso l'uso dei palchi e dei diversi ordini di gallerie.
Un altro problema affrontato in questo periodo è la corrispondenza tra i generi teatrali ed il luogo in cui essi vengono rappresentati: in una sala di prosa non c'è abbastanza spazio per mettere in scena un melodramma, così come un dramma in prosa che si svolge in una sola stanza, può risultare grottesco se rappresentato nell'enormità di un teatro lirico. Le crescenti possibilità della tecnologia hanno permesso di attuare soluzioni innovative. Già nel 1907 l'architetto Max Littmann realizza al Grossherzogliches Hoftheater di Weimar il primo proscenio variabile, grazie al quale lo spazio della rappresentazione può essere ingrandito o rimpicciolito a seconda delle esigenze drammaturgiche. Nel 1927 Walter Gropius elabora il progetto per il mai costruito Totaltheater, un edificio dove sia la platea sia lo spazio scenico erano montati su piani mobili per ottenere nello stesso edificio tre disposizioni differenti: arena, sala con arco scenico, e teatro greco. Il concetto della variabilità della sala è stato ripreso nel 1944 allo Stadteater di Malmö, dove l'ampiezza della sala può essere modificata con delle pareti mobili, e nel 1963 al teatro di Limoges.
La seconda metà del secolo vede la progettazione, più che di edifici prettamente teatrali, di grandi poli culturali, dove accanto a due sale teatrali di diversa grandezza, troviamo sale cinematografiche, musei, biblioteche, sale conferenze e ristoranti. È questo il caso dell'Opera House di Sydney, della Casa della Cultura di Grenoble e del Barbican Arts Centre di Londra.

## Teatri antichi
- Teatro di Dioniso ad Atene

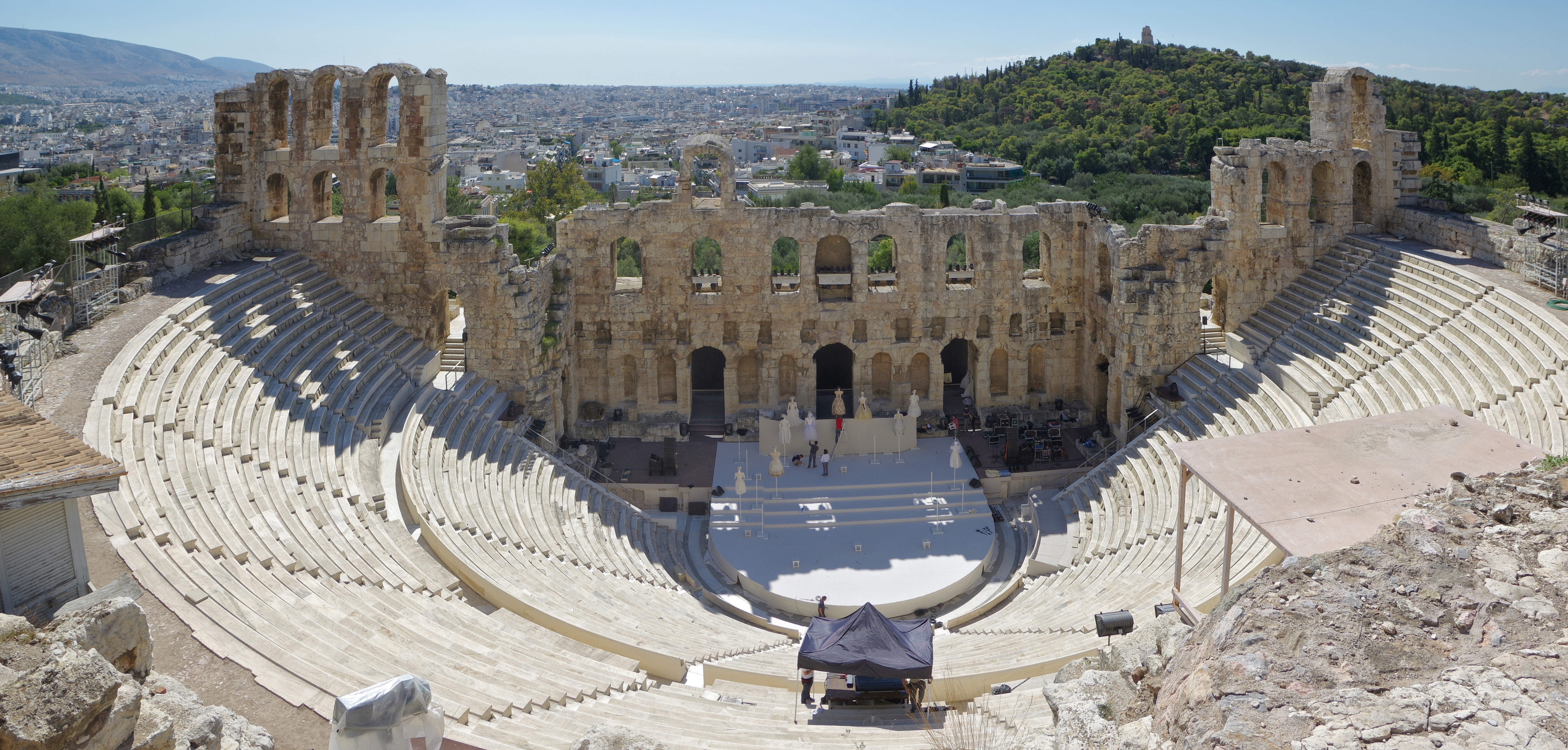
Odeo di Erode Attico, Atene

- Odeo di Erode Attico, costruito da Erode Attico sull'Acropoli di Atene nel 161 d.C.
- Odéon antique di Lione, costruito sulla collina di Fourvière
- Odeon di Domiziano, edificato a Roma da Apollodoro di Damasco nel 106 d.C.
- Odéon antique di Vienne
- Odeon di Catania
- Odeon di Pompei, costruito negli anni 80-75 a.C.
- Odeon di Nicopoli d'Epiro, in Grecia
- Odeon di Baalbek, in Libano
- Teatro romano di Aosta
- Teatro greco di Segesta